# الشراء والاحتفاظ

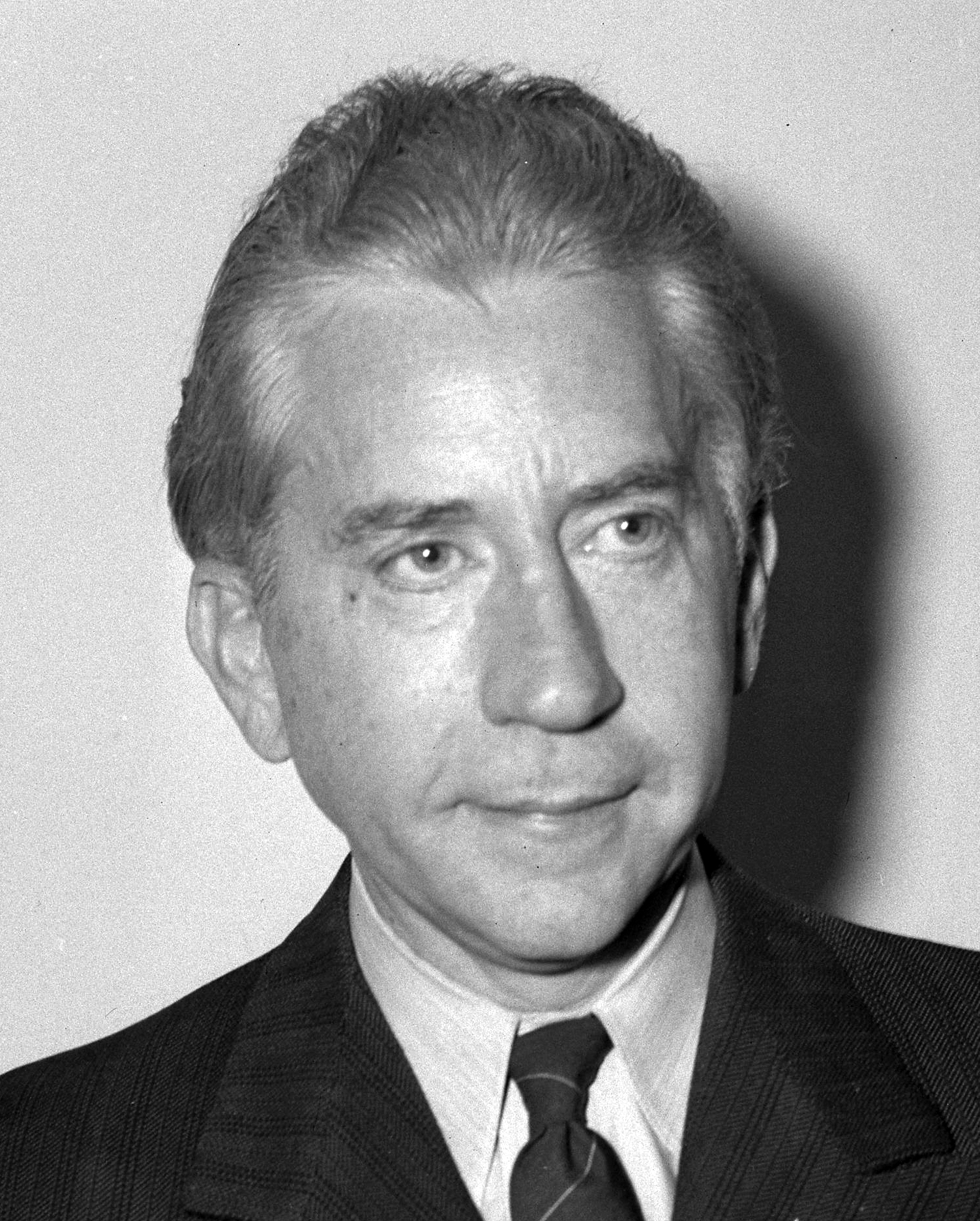
جي بول جيتي. أتباع استراتيجية الشراء والاحتفاظ

الشراء والاحتفاظ (بالإنجليزية: Buy and hold)‏، ويسمى أيضًا تداول الموقع أو المركز، وهو استراتيجية استثمارية حيث يشتري المستثمر الأصول المالية أو الأصول غير المالية مثل العقارات، للاحتفاظ بها على المدى الطويل، بهدف تحقيق ارتفاع في الأسعار، على الرغم من التقلبات.
هذا النهج يعني الثقة في أن قيمة الاستثمارات ستكون أعلى في المستقبل. يجب ألا يتأثر المستثمرون بانحياز الحداثة والعواطف ويجب أن يفهموا ميلهم إلى النفور من المخاطرة. يجب على المستثمرين شراء الأدوات المالية التي يتوقعون زيادة قيمتها على المدى الطويل. لا يبيع المستثمرون في الشراء والاحتفاظ عند انخفاض القيمة. إنهم لا يشاركون في توقيت السوق (أي بيع ورقة مالية بهدف شرائها مرة أخرى بسعر أقل) ولا يؤمنون بتأثيرات التقويم مثل البيع في مايو.
الشراء والاحتفاظ هو مثال على الإدارة السلبية. وقد أوصى به وارن بافيت، وجاك بوجل، وبورتون مالكيل، وجون تمبلتون، وبيتر لينش، وبنجامين جراهام، لأنه على المدى الطويل، هناك ارتباط كبير بين سوق الأسهم والنمو الاقتصادي. 

## فرضية كفاءة السوق
وفقًا لفرضية كفاءة السوق (EMH)، إذا تم تقييم كل ورقة مالية إلى حد ما في جميع الأوقات، فلا فائدة من التداول حقًا. يأخذ البعض استراتيجية الشراء والاحتفاظ إلى أقصى الحدود، ويدعون إلى أنه لا يجب عليك أبدًا بيع ورقة مالية إلا إذا كنت بحاجة إلى المال. ومع ذلك، فإن وارن بافيت هو مثال لأحد المدافعين عن الشراء والاحتفاظ الذي رفض في كتاباته EMH ، وبنى ثروته من خلال الاستثمار في الشركات عندما كانت مقومة بأقل من قيمتها الحقيقية.

## انخفاض التكاليف
دعا آخرون إلى الشراء والاحتفاظ على أسس محضة على أساس التكلفة. يتم تكبد تكاليف مثل العمولات على جميع المعاملات، وتنطوي استراتيجية الشراء والاحتفاظ على أقل عدد من المعاملات مقابل مبلغ ثابت مستثمر، وتكون جميع الأشياء الأخرى متساوية. قانون الضرائب له بعض التأثير؛ قد تكون ضرائب مكاسب رأس المال طويلة الأجل أقل من تلك التي يتم تكبدها من التداول قصير الأجل، وقد تكون الضريبة مستحقة فقط عندما وإذا تم بيع الأصل. 
انظر دورات سوق الأسهم وتوقيت السوق. يمكن أن يتسبب توقيت السوق في ضعف الأداء.

## سلوك مطاردة العودة
في بنك الاحتياطي الفيدرالي في سانت لويس، كتب ييلي شين، كبير الاقتصاديين عن سلوك مطاردة العودة. يميل مستثمر صندوق الاستثمار المشترك في الأسهم المتوسطة إلى شراء الأموال المتبادلة ذات العوائد السابقة المرتفعة والبيع بطريقة أخرى. يُطلق على شراء الأموال المتبادلة ذات العوائد المرتفعة «سلوك مطاردة الإرجاع». تدفقات صناديق الأسهم المشتركة لها علاقة إيجابية مع الأداء السابق، مع معامل ارتباط تدفق العائد 0.49. عوائد سوق الأسهم تكاد تكون غير متوقعة على المدى القصير. تميل عوائد سوق الأسهم إلى العودة إلى المتوسط طويل الأجل. الميل إلى شراء الصناديق التبادلية ذات العوائد المرتفعة وبيع الصناديق ذات العوائد المنخفضة يمكن أن يقلل الربح.